# أولاد تايمة
أولاد تايمة (وتُسمى أيضًا محلياً باسم هوارة أو ربعة وربعين) هي مدينة مغربية وأكبر مدينة في إقليم تارودانت من حيث عدد السكان، وهي تقع على الطريق الجهوية رقم 114 بين تارودانت وأكادير، وتضم 303 89 نسمة حسب الإحصاء العام للسكان والسكنى لسنة 2014. وتتوفر على نشاط فلاحي مهم جدا، وتعد من بين أهم المناطق المصدرة للحوامض بالمغرب.

## تاريخ
ارتقت أولاد تايمة إلى جماعة حضرية على إثر التقسيم الجماعي لسنة 1992.

## التسمية
تُعرف مدينة أولاد تايمة بعدة أسماء أخرى، ومن أشهرها وأكثرها تداولا هو اسم «هوارة»، واسم «أربعة واربعين» لتواجدها في النقطة الكيلومترية 44 من الطريق الوطنية رقم 10 الرابطة بين أكادير وتارودانت. أما اسم تايمة فيعني المرأة التي تايمت بدون زواج لمدة طويلة لهذا فأولاد تايمة تعني أولاد الأرملة التي مكتت زمناً لم تتزوج.

## العمالة
تعتبر أولاد تايمة أكبر مدينة في إقليم تارودانت، حيث أنها تجاوزت مدينة تارودانت من حيث عدد السكان، ولهذا يطالب سكان أولاد تايمة لسنوات عديدة بتحويل مدينتهم إلى عمالة وإنشاء عمالة أولاد تايمة، واستقلالهم عن إقليم تارودانت بهدف تقريب الخدمات الإدارية، غير أن وزارة الداخلية لم تستجب لهذا المطلب وتبقى أولاد تايمة تابعة إدارياً لإقليم تارودانت.

## أحياء المدينة
- حي تيزكي
- حي الرطيم
- حي الحريشة
- حي درب الحمام
- الحي المحمدي
- حي بوخريص
- حي الشنينات
- حي اكشوظ
- حي الشراردة
- حي النهضة 1
- حي النهضة 2
- حي الكليتة
- حي السلام
- حي التقدم
- الحي الجديد
- حي الشليوات
- حي الكرسي
- حي النهضة 4
- حي النهضة الكبرى
- حي المويسات
- حي دنيا 1
- حي دنيا 2

## التعليم
قائمة المؤسسات التعليمية في مدينة أولاد تايمة:
| - التعليم الابتدائي: - مدرسة حسن الدخيل - مدرسة بدر - مدرسة المسيرة الخضراء - مدرسة 20 غشت - مدرسة الليمون - مدرسة ربيعة العدوية - مدرسة ابن طفيل - مدرسة الصفاء - مدرسة الحرية - مدرسة | - مؤسسات التعليم الخصوصي: - مؤسسة مريم - مؤسسة البعثة 2 | - التعليم الإعدادي والثانوي: - إعدادية أنوال - إعدادية التقدم - إعدادية الإنبعاث - إعدادية محمد الدرفوفي - ثانوية النهضة - ثانوية عبد الله الشفشاوني - ثانوية الحسن الثاني - ثانوية هوارة | - المعاهد ومراكز التكوين والكليات: - -معهد التقنيين المتخصصين في الفلاحة اولاد تايمة - -معهد التكوين المهني | - مؤسسات التكوين - (القطاع الخاص) - مؤسسة - مؤسسة |

## المجتمع

### السكان
حسب الإحصاء العام للسكان والسكنى لسنة 2014، فلغة الحديث السائدة في مدينة أولاد تايمة هي الدارجة، أما السكان الذي يتحدثون تشلحيت فلا يتجاوزن نسبة 30%.

### مساجد المدينة
تعرف مدينة أولاد تايمة العديد من المساجد أقدمها المسجد الكبير الذي يتواجد أمام السوق اليومي والذي أسسه الملك الراحل محمد الخامس سنة 1956 بعد حصول المغرب على الاستقلال، ومسجد السلام، ومسجد أبو بكر الصديق. ومسجد النور، ومسجد الرياض، ومسجد الخير بحي المويسات...

### الصحة
قائمة المؤسسات الصحية في أولاد تايمة:
- مستشفى أولاد تايمة

## الاقتصاد
تتميز مدينة أولاد تايمة اقتصاديا بإنتاج الحوامض وإنتاج مواد البناء. كما أن المدينة تمتلك إمكانيات مالية واقتصادية مهمة نتيجة إيوائها لمجموعة من الأنشطة الصناعية والمالية والمصرفية المرتبطة بفلاحة جد عصرية معدة أساساً للتصدير. كما أن المدينة تستقطب العديد من الاستثمارات في مجال الفلاحة والصناعات الفلاحية وتربية الدواجن والأبقار وصناعة الألبان.

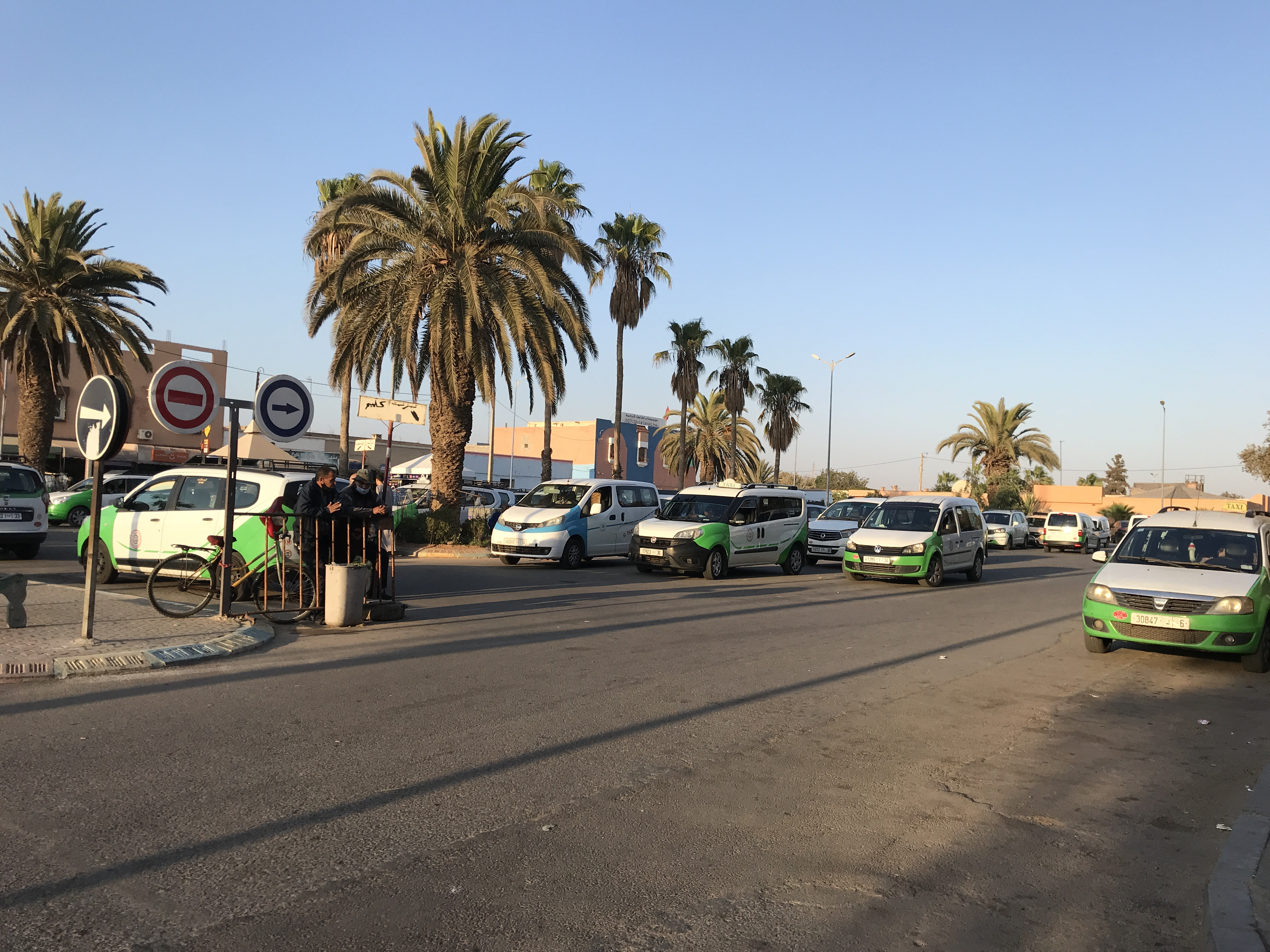
محطة سيارات الأجرة الكبيرة في أولاد تايمة

## النقل
عرفت الشبكة الطرقية داخل مدينة أولاد تايمة توسعا وتطورا مهما خلال السنوات الأخيرة حيث تم إنجاز عدد من الطرقات داخل مختلف الأحياء. وتتشكل هذه الشبكة الطرقية مما يلي:
- الطريق الجهوية رقم 114، والتي تخترق المدينة على طول 6 كلم.
- الطريق الإقليمية رقم 1705 المارة بشارع الحسن الثاني شمالا والممتدة على طول 02 كلم داخل المدار الحضري.
- الطريق الإقليمية رقم 1709 المارة بشارع الحسن الثاني جنوبا والممتدة على مسافة 3.3 كلم داخل المدار الحضري.
- الطريق الإقليمية رقم 1707 المؤدية إلى جماعة أحمر والممتدة على طول 3.5 كلم.
- الطريق الإقليمية رقم 1714 المؤدية إلى جماعة الكدية والتي أنجزت على طول 2.5 كلم.
- الطرق الثانوية التي يفوق عرضها 12 مترا كشارع الحرية وشارع مولاي عبد الله وغيرها ويفوق طولها 20 كلم.
- الطرق الأخرى المنجزة داخل التجزئات وخارجها والتي يبلغ عرضها أقل من 12 مترا، ويقدر طولها بأزيد من 15 كلم.

## الثقافة
قائمة المؤسسات الثقافية:
- المركب الثقافي الجماعي
- دار الشباب بوخريص

## الرياضة
قائمة الفرق والجمعيات الرياضية بمدينة أولاد تايمة:
- فريق أمجاد هوارة لكرة القدم
- فريق شباب هوارة لكرة القدم
- فريق شباب هوارة لكرة السلة
- فريق شباب هوارة لكرة الطائرة
- فريق شباب هوارة لكرة اليد

## مشاهير وأعلام
مشاهير وأعلام من أبناء مدينة أولاد تايمة:
- عبد الصمد قيوح
- بدر هاري
- عمر هلال
- محمد أجرار

## وصلات خارجية
- اولاد التايمة على موقع World Gazetteer
- (بالإنجليزية) اولاد التايمة على موقع Falling Rain Genomics, Inc.